# Gresham (Oregon)
Gresham (kiejtése: ˈɡrɛʃəm) az Amerikai Egyesült Államok északnyugati részén, Oregon állam Multnomah megyéjében elhelyezkedő város. A 2020. évi népszámláláskor 114 247 lakosa volt, ezzel Oregon negyedik legnagyobb városa. Területe 60,68 km², melyből 0,6 km² vízi.
A település már az 1800-as évek közepétől létezik, viszont városi rangot csak 1905-ben kapott. Nevét az amerikai posta (USPS) vezetőjéről és az amerikai polgárháború tábornokáról, Walter Quinton Greshamről kapta.
Gazdasága kezdetben a mezőgazdaságra épült. 1960 és 1970 között ugrásszerűen, 4 000-ről 10 000 fölé nőtt a lakosság száma.

## Történet

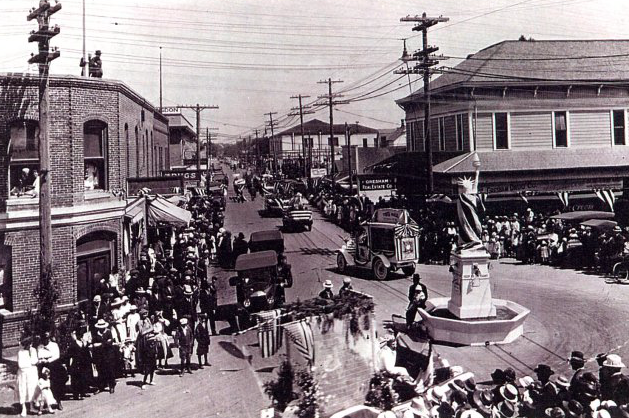
A belváros 1918-ban

Az első lakosok Jackson és James Powell voltak, akik az 1850-es földadományozási törvény alapján jutottak telekhez. Később több telepes is érkezett, a területet Powell-völgynek nevezték. 1884-ben a helyi kisbolt tulajdonosa postahivatal létesítését kezdeményezte, melyet a posta vezetőjéről, Walter Q. Greshamről nevezett volna el. Ezzel egy időben a közösség többi tagja Campground néven postahivatalt alapított, melyet a közelben tartott katolikus gyűlésekről és a Portlandbe tartók által használható szolgáltatásokról neveztek el. Később a Campground hivatalt megszüntették.
Gresham városi rangot 1905-ben, a Lewis–Clark-expedíció századik évfordulóján kapott; népessége ekkor 365 fő volt. Az első polgármester Lewis Shattuck, a korai telepesek egyik leszármazottja volt. A kisváros gazdasága nagyrészt növénytermesztésen (bogyós gyümölcsök, szőlő és zöldségek) alapult. Vonatok óránként jártak Portland és a település között. A telepesek továbbmentek volna Boring, Estecada, Fairview és Sandy irányába.
A könyvtárat 1913-ban nyitották meg a helyi kisboltban Andrew Carnegie adományából.
A város kórháza 1959-ben nyílt meg a belvárosban, majd 1984-ben egy nagyobb épületbe költöztették.

## Földrajz és éghajlat

### Földrajz
A Népszámlálási Hivatal adatai alapján a város területe 60,68 km², melyből 0,6 km² vízi. Ebbe beletartoznak a Fairview és Johnson patakok bizonyos szakaszai is.
Gresham Portland belvárosától 19 km-re fekszik. A két várost a NE 162nd Street választja ketté. Gresham Portlandhez hasonlóan a Burnside Street két oldalán fekszik, amelyből a Mount Hood Highway nyílik a város keleti felén. Az óceán 11,5 km-re található.
Ugyan nagyobbrészt sík, a város északkeleti része, főleg a Columbia-folyónál lévő, Troutdale-lel való találkozási pontnál dombos. Tengerszint feletti magassága 91,7 méter. A Cascade-hegység lábánál eredő Johnson-patak nyugati irányban szeli át a várost, vízgyűjtő területének 23%-a folyik rajta keresztül.

### Éghajlat
| Hónap                         | Jan.  | Feb.  | Már.  | Ápr. | Máj. | Jún. | Júl. | Aug. | Szep. | Okt. | Nov.  | Dec.  | Év    |
| ----------------------------- | ----- | ----- | ----- | ---- | ---- | ---- | ---- | ---- | ----- | ---- | ----- | ----- | ----- |
| Rekord max. hőmérséklet (°C)  | 18,3  | 21,1  | 26,1  | 31,7 | 36,7 | 40,0 | 40,6 | 42,2 | 39,4  | 31,1 | 23,9  | 20,0  | 42,2  |
| Átlagos max. hőmérséklet (°C) | 8,0   | 11,0  | 13,0  | 17,0 | 21,0 | 24,0 | 28,0 | 28,0 | 25,0  | 18,0 | 12,0  | 8,0   | 17,8  |
| Átlaghőmérséklet (°C)         | 4,5   | 6,5   | 8,5   | 11,5 | 14,5 | 17,5 | 20,5 | 20,5 | 18,0  | 12,5 | 8,0   | 5,0   | 12,3  |
| Átlagos min. hőmérséklet (°C) | 1,0   | 2,0   | 4,0   | 6,0  | 8,0  | 11,0 | 13,0 | 13,0 | 11,0  | 7,0  | 4,0   | 2,0   | 6,9   |
| Rekord min. hőmérséklet (°C)  | −30,0 | −17,8 | −34,4 | −4,4 | −2,8 | 1,1  | 3,3  | 3,3  | −2,2  | −4,4 | −11,7 | −14,4 | −34,4 |
| Átl. csapadékmennyiség (mm)   | 155   | 131   | 112   | 93   | 72   | 56   | 24   | 28   | 51    | 85   | 166   | 168   | 1141  |
| Forrás: The Weather Channel   |       |       |       |      |      |      |      |      |       |      |       |       |       |

## Népesség

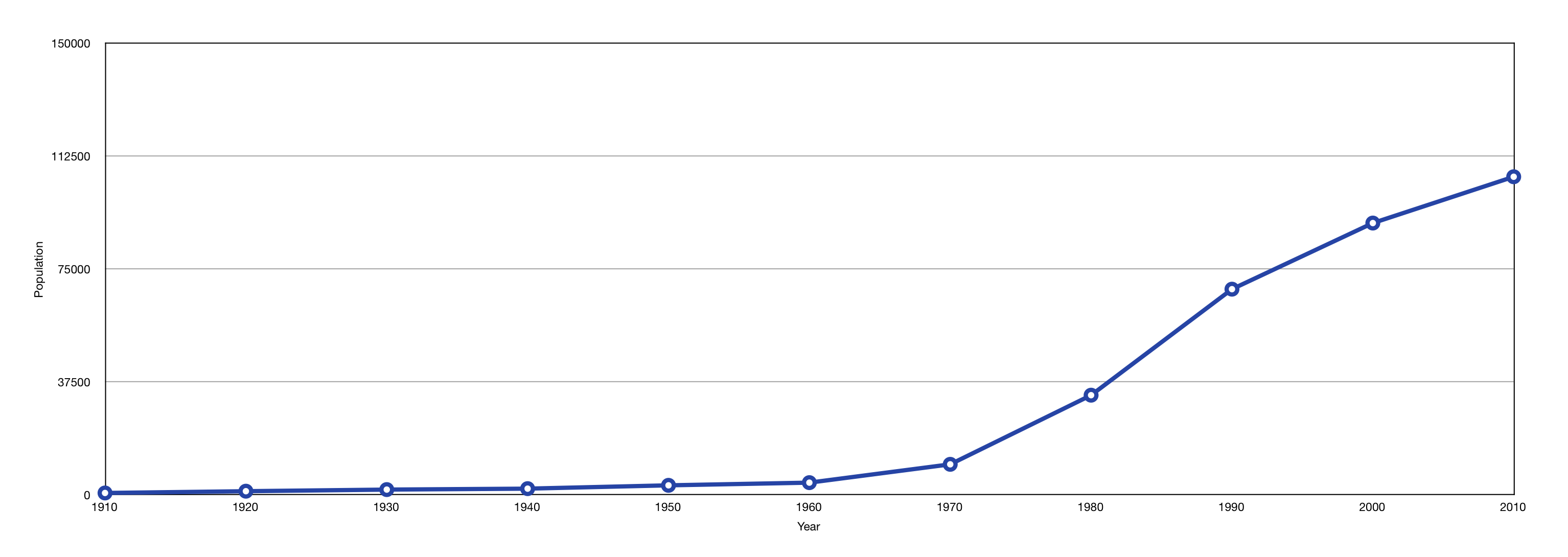
A népesség változása 1910 és 2010 között

### 2010
A 2010-es népszámláláskor a városnak 105 594 lakója, 38 704 háztartása és 25 835 családja volt. A népsűrűség 1757,3 fő/km2. A lakóegységek száma 41 015, sűrűségük 682,6 db/km2. A lakosok 76%-a fehér, 3,5%-a afroamerikai, 1,3%-a indián, 4,3%-a ázsiai, 0,7%-a a Csendes-óceáni szigetekről származik, 9,8%-a egyéb, 4,5%-a pedig kettő vagy több etnikumú. A spanyol vagy latino származásúak aránya 18,9% (16,1% mexikói, 0,2% Puerto Ricó-i, 0,3% kubai, 2,3% egyéb spanyol vagy latino származású.)
A háztartások 33,3%-ában élt 18 évnél fiatalabb. 46,6% házas, 14,3% egyedülálló nő, 5,9% egyedülálló férfi, 33,2% pedig nem család. 25,2% egyedül élt; 8,8%-uk 65 éves vagy idősebb. Egy háztartásban átlagosan 2,69 személy élt; a családok átlagmérete 3,22 fő.
A medián életkor 33,6 év volt. A város lakóinak 26,4%-a 18 évesnél fiatalabb, 10,2% 18 és 24 év közötti, 28,1%-uk 25 és 44 év közötti, 24,5%-uk 45 és 64 év közötti, 10,7%-uk pedig 65 éves vagy idősebb. A lakosok 49%-a férfi, 51%-a pedig nő.

### 2000
A 2000-es népszámláláskor  a városnak 90 205 lakója, 33 327 háztartása és 22 683 családja volt. A népsűrűség 1501,2 fő/km2. A lakóegységek száma 35 309, sűrűségük 587,6 db/km2. A lakosok 82,7%-a fehér, 1,9%-a afroamerikai, 0,9%-a indián, 3,3%-a ázsiai, 0,3%-a a Csendes-óceáni szigetekről származik, 7%-a egyéb-, 3,8%-a pedig kettő vagy több etnikumú. A spanyol vagy latino származásúak aránya 11,9% (9,6% mexikói, 0,2% Puerto Ricó-i, 0,2% kubai, 2% pedig egyéb spanyol/latino származású.)
A háztartások 36,2%-ában élt 18 évnél fiatalabb. 50,9% házas, 12% egyedülálló nő; 31,9% pedig nem család. 24,3% egyedül élt; 7,8%-uk 65 éves vagy idősebb. Egy háztartásban átlagosan 2,67 személy élt; a családok átlagmérete 3,17 fő.
A város lakóinak 27,5%-a 18 évesnél fiatalabb, 7,9% 18 és 24 év közötti, 27%-uk 25 és 44 év közötti, 27,8%-uk 45 és 64 év közötti, 9,8%-uk pedig 65 éves vagy idősebb. A medián életkor 32,5 év volt. Minden 100 nőre 97,6 férfi jut; a 18 évnél idősebb nőknél ez az arány 94,9.
A háztartások medián bevétele 43 442 amerikai dollár, ez az érték családoknál $51 126. A férfiak medián keresete $37 701, míg a nőké $27 744. A város egy főre jutó bevétele (PCI) $19 588. A családok 8,4%-a, a teljes népesség 12,5%-a élt létminimum alatt; a 18 év alattiaknál ez a szám 17,2%, a 65 évnél idősebbeknél pedig 6,7%.

## Városvezetés
Gresham a városkezelési feladatok ellátására egy menedzsert alkalmaz. A pozíciót 2004. augusztus 1-je óta Erik Kvarsten tölti be.
A polgármestert és a hat képviselőt 4 évre választják. Szavazások két évente, novemberben vannak: a néggyel osztható években három képviselőt, a néggyel nem oszthatókban pedig másik hármat és polgármestert választanak.

## Infrastruktúra

### Oktatás
A város három iskolakerület (Centennial, Gresham–Barlow-i és Reynolds) tartozik. Négy gimnáziuma (Gresham High School, Barlow High School, Centennial High School, és Reynolds High School), valamint három magániskolája (Portland Adventist Elementary School, Eastside Christian School és Morningstar Montessori School) van.
Greshamben található a Mount Hood Közösségi Főiskola. Elsősorban felsőfokú szakképesítést biztosító szakok vannak, de a Kelet-Oregoni Egyetemmel együttműködésben főiskolai diplomát is ad.
Felmérések alapján a lakosok 27,16%-a rendelkezik BSc/BA, 9,93%-a pedig MSc/MA diplomával.

### Közlekedés

#### Közút
A város nyugat felől az Interstate 84-en, keletről pedig a 26-os úton közelíthető meg.

#### Közösségi közlekedés
Greshamet a TriMet és a Sandy Area Metro buszai, valamint a Metropolitan Area Express gyorsvillamos szolgálja ki, melynek a következő megállói vannak a városban:
- East 162nd Avenue
- East 172nd Avenue
- East 181st Avenue
- Rockwood/East 188th Avenue
- Ruby Junction/East 197th Avenue
- Civic Drive
- Gresham City Hall
- Gresham Central Transit Center
- Cleveland Avenue

#### Gyalogos- és kerékpáros ösvények
- Springwater Corridor
- 40-Mile Loop
- Gresham–Fairview Trail
- Gresham Butte Saddle Trail
- Kelly Creek Greenway Trail
- Nadaka Loop Trail

## Parkok és pihenés

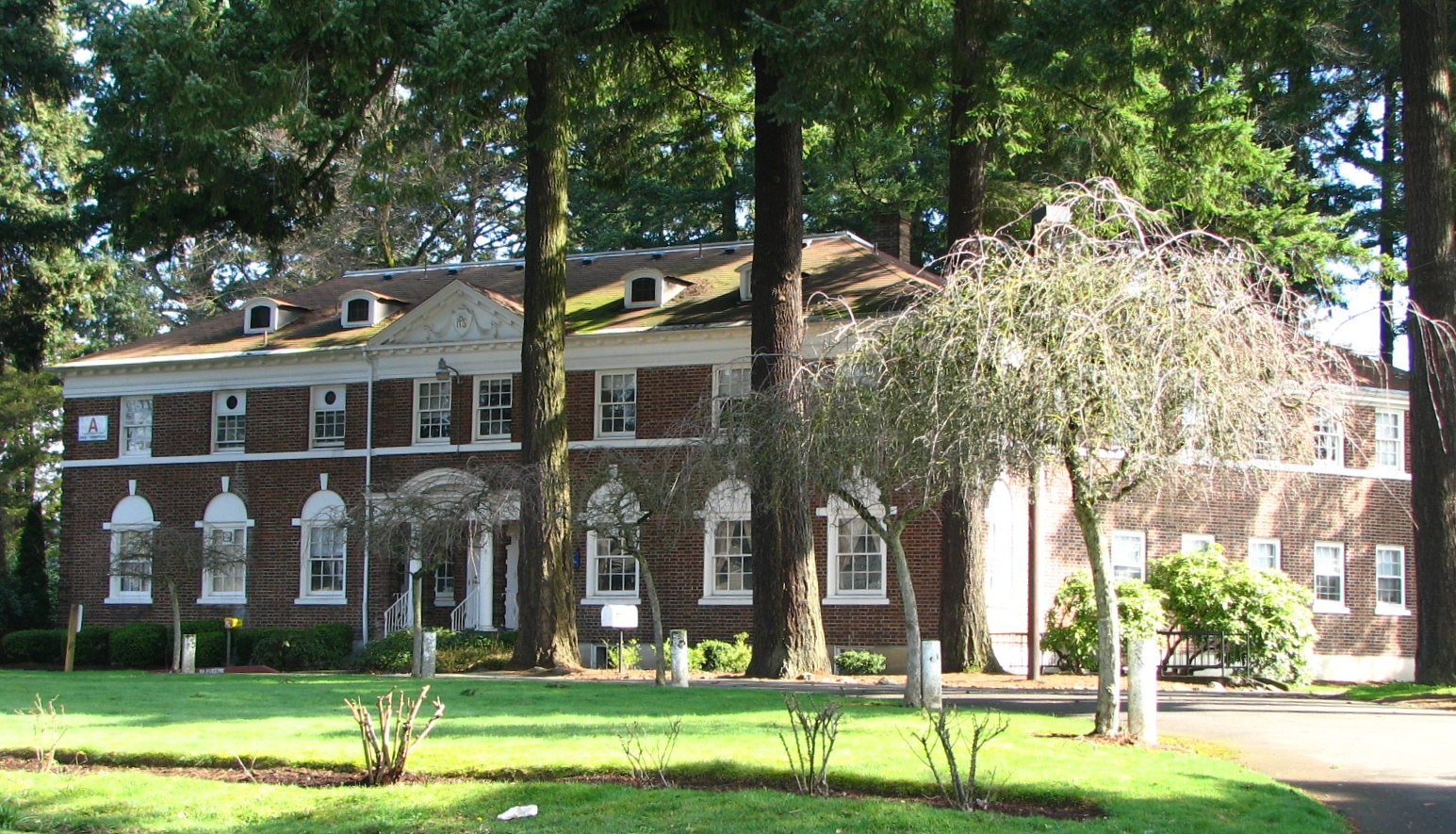
Louise Albertina Kerr–ház

Számos park található a városban. Ezek a belvárosi Main City Park, az East Gresham Park, a Red Sunset Park és a Gresham és Portland között húzódó Powell-tanúhegytől délre lévő Clatsop Butte Park.
Más érdekes helyek még az 1859-ben létrehozott Greshami telepesek temetője és a Plaza del Sol.

### Történelmi helyek
Gresham több épülete is szerepel a Történelmi Helyek Nemzeti Jegyzékében. A Louise Albertina Kerr–ház korábban lakóhelyként és kórházként szolgált, ma szociális szolgáltató központként működik. További, a regiszterben szereplő lakóházak: a német–amerikai telepesek által 1874-ben emelt Jacob Zimmerman–farmház; az 1888-ban épült Hamilton–Johnson-tanyaház; a Christina Anderson és William Gedanke-házak; mindkettő az 1900-as években, a viktoriánus Anna-királynő-stílusban épült; az 1922-ben elkészült Dr. Herbert H. Hughes–ház; az 1946-ban modernista stílusban emelt Charles és Fae Olson–ház; valamint az 1952-ben épült David és Marianne Ott–tanyaház.

## Nevezetes személyek
- Brian Burres – MLB-játékos
- Fred Jones – NBA-játékos
- Katie Harman – a 2002-es Miss America győztese
- Jess Hartley – író
- Mike Lamond – e-sport kommentátor
- Nikki Fuller – testépítő
- Randy Alcorn – keresztény író
- Randy Couture – küzdősportoló
- Robert Garrigus – PGA-játékos
- Robert S. Lucas – a partiőrség admirálisa
- Ronald A. Marks – korábbi CIA-tiszt
- Sam Crouser – olimpikon
- Shannon Bex – a Danity Kane lányegyüttes tagja
- Stu Weber – keresztény író
- William P. Young – keresztény író

## Testvérvárosok
- Ebecu, Japán – 1977
- Sokcho, Dél-Korea
- Owerri, Nigéria

## Fordítás
Ez a szócikk részben vagy egészben  a   Gresham, Oregon című angol Wikipédia-szócikk ezen változatának fordításán alapul.  Az eredeti cikk szerkesztőit annak laptörténete sorolja fel. Ez a jelzés csupán a megfogalmazás eredetét és a szerzői jogokat jelzi, nem szolgál a cikkben szereplő információk forrásmegjelöléseként.